# Música oficial de la Copa Mundial de Fútbol

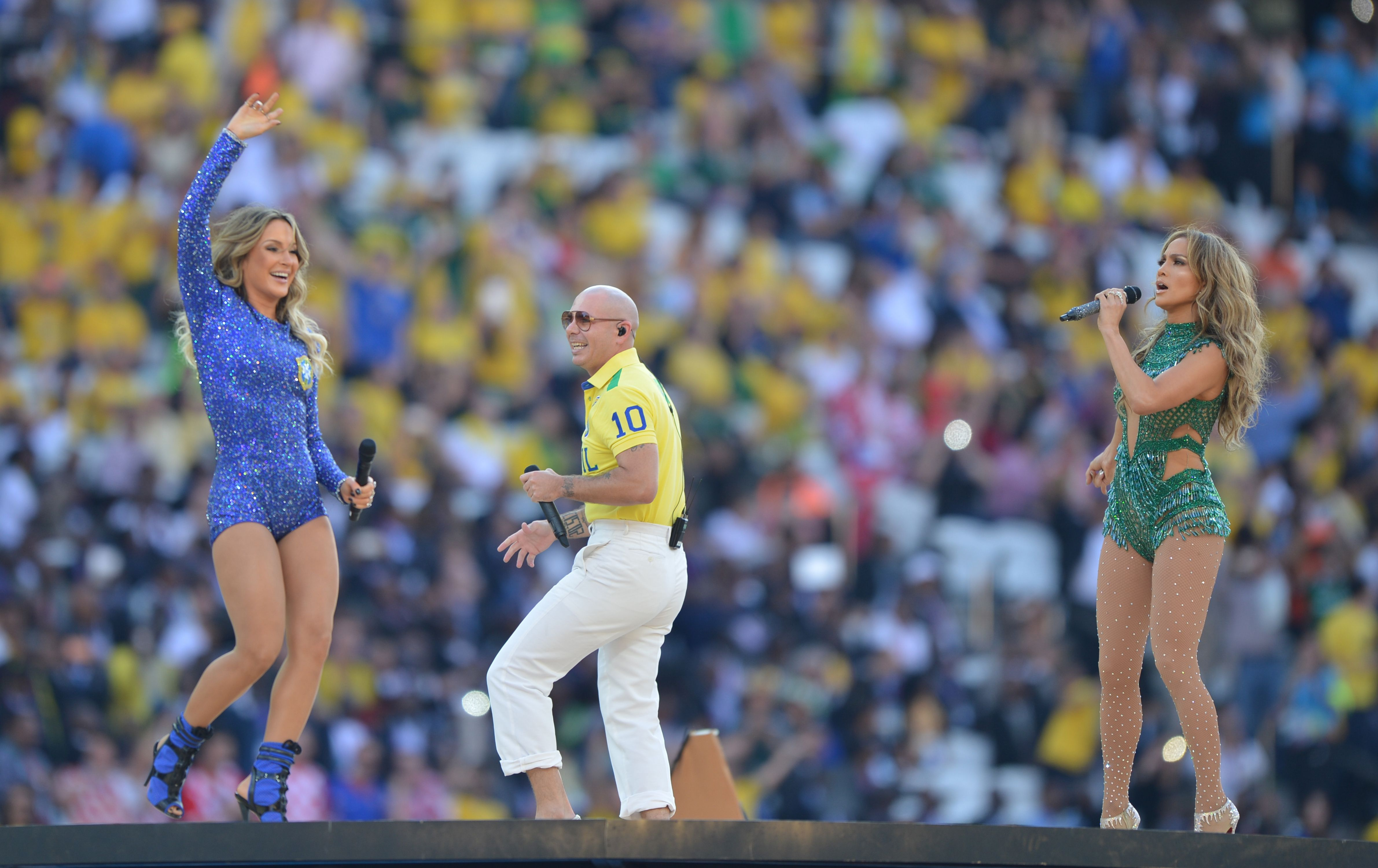
Claudia Leitte, Pitbull y Jennifer López interpretando «We Are One (Ole Ola)» en la ceremonia de apertura de la edición de 2014.

La música oficial de la Copa Mundial de Fútbol corresponde al conjunto de canciones, himnos y otras piezas musicales que se utilizan como forma de representar los torneos oficiales organizados por la FIFA. Muchos de estos temas pueden ser escuchados, por ejemplo, en las ceremonias de apertura y clausura de los torneos, durante las transmisiones televisivas y otros eventos oficiales. Permite que tanto aficionados al fútbol como otras personas puedan conectar con el acontecimiento deportivo.
La primera obra musical asociada directamente con una Copa Mundial fue la canción «El rock del Mundial», creada para la edición de 1962 realizada en Chile, mientras que durante los años 1990 el concepto de himnos asociados al torneo comenzó a implantarse de forma extendida y la tradición fue expandida a las copas continentales de selecciones. Algunas canciones, como «La copa de la vida» (1998) o «Waka Waka (Esto es África)» (2010) alcanzaron gran éxito comercial y trascendieron a la realización del torneo.
En cada edición, la organización estrena una canción oficial, un himno oficial y un álbum con una selección de otras canciones asociadas al Mundial, como aquellas lanzadas por auspiciadores oficiales del torneo (como Coca-Cola). A nivel local, muchos países y cadenas de televisión han creado sus propios temas musicales para acompañar a las selecciones participantes, a las que se suman trabajos de diversos artistas que han creado sus propias canciones para conmemorar el evento.

## Historia

### Antecedentes
Como antecedente, durante los Juegos Olímpicos de Roma 1960 fue estrenado como música oficial del evento el «Himno Olímpico», compuesto por Spyridon Samaras y Kostis Palamas en 1896 para inaugurar la primera edición moderna.

### Alcance local
Cuando Chile se preparaba para ser la sede de la Copa Mundial de 1962, la banda local Los Ramblers decidió contar con una canción rocanrolera de respaldo a la selección chilena en dicho campeonato. El tema, compuesto por el director de dicha agrupación musical Jorge Rojas en 1961 y vocalizado por Germán Casas, fue llamado «El rock del Mundial». Presentada inicialmente durante la tercera edición del Festival de la Canción Viña del Mar, la canción fue publicada oficialmente en mayo de 1962, a pocas semanas del inicio del torneo. Tuvo éxito inmediato en Chile y se convirtió de forma repentina en la banda sonora del torneo, siendo reproducida de forma masiva a medida que la selección chilena avanzaba en el torneo, donde alcanzó el tercer lugar, y se convirtió en el EP más vendido del país. Esta canción fue posteriormente reconocida como la primera canción oficial asociada a un Mundial de fútbol.
Para la edición siguiente, se oficializó la primera mascota de un Mundial, llamada World Cup Willie, y junto a ella se creó un tema acompañante, «World Cup Willie (Where In This World We Are Going)», interpretado por el cantante Lonnie Donegan. El primer tema creado como parte de la organización del torneo, sin embargo, no tuvo buena recepción y pasó rápidamente al olvido.
En los años posteriores, se crearon melodías oficiales de carácter más clásico y orquestado, incorporando algunos elementos musicales locales, como ranchera en el caso de México 1970 o pasodoble en la voz de Plácido Domingo para España 1982. En Alemania Occidental 1974, se creó una fanfarria oficial a cargo de Werner Drexler, aunque su relevancia fue rivalizada localmente por el tema «Fußball ist unser Leben», creado por Jack White e interpretado en alemán por los jugadores de la selección anfitriona. A ello se sumó la dramática interpretación del tema «Futbol» por la polaca Maryla Rodowicz durante la ceremonia inaugural, lo que ha ayudado a que sea considerada en oportunidades como el tema oficial de este torneo.
Para la Copa Mundial de Fútbol de 1978 en la Argentina, el Ente Autárquico Mundial '78 (encargado de la organización del torneo) aseguró la participación del compositor italiano Ennio Morricone, siendo la primera vez que un artista de calibre internacional es designado para realizar la música oficial de la Copa Mundial de la FIFA. El tema orquestado tuvo muy poco impacto y fue publicado apenas 20 días antes del partido inaugural. Sin embargo, en el contexto local, una marcha de carácter militar compuesta por Martín Darré (conocida popularmente como «25 millones») tuvo mayor difusión. El tema exaltaba el patriotismo argentino, en línea con la propaganda llevada a cabo en la época por las autoridades de la dictadura militar en vigencia.

### Acercamiento al pop

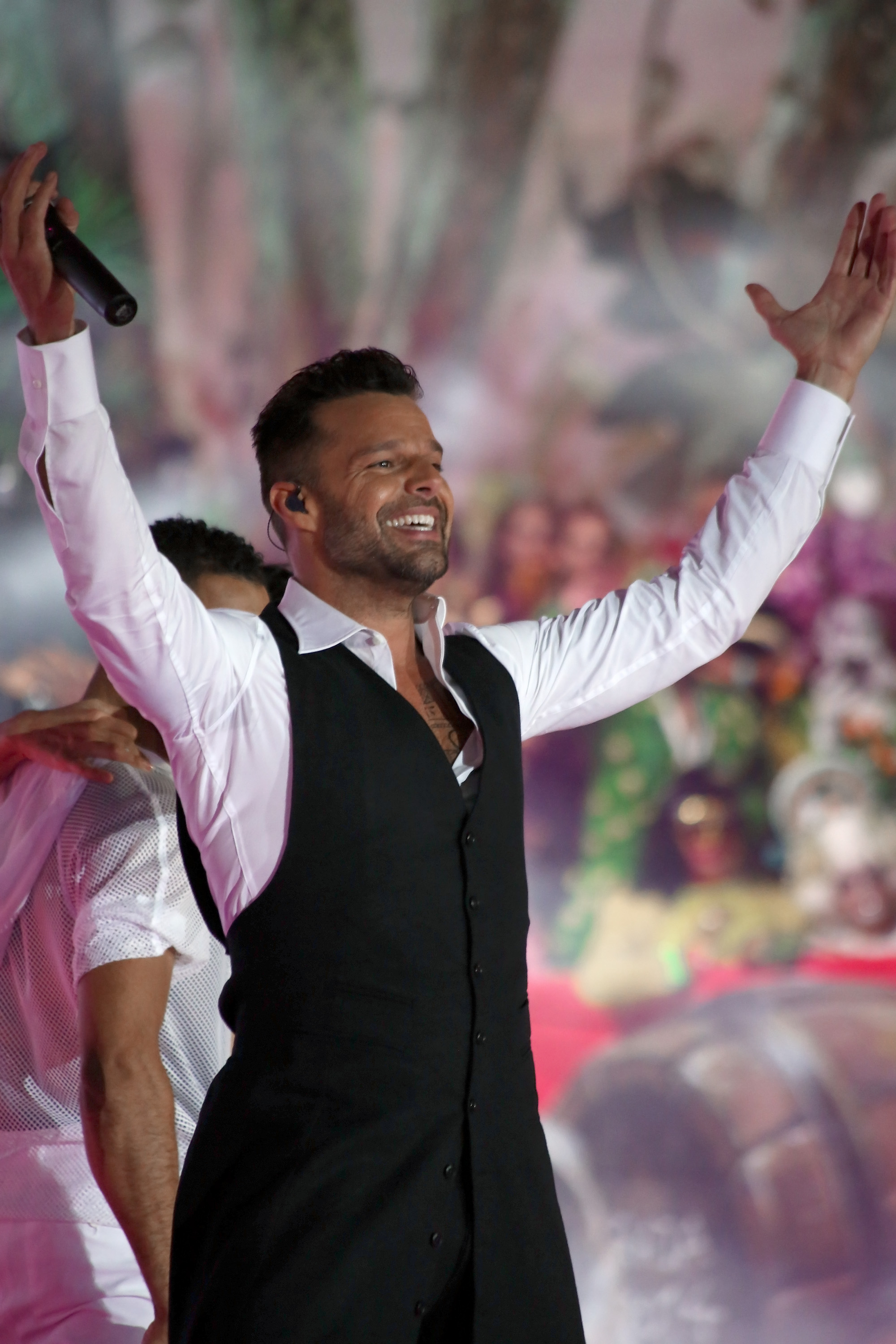
Ricky Martin alcanzó la fama global debido al éxito de «La copa de la vida», tema de Francia 1998.

A partir de la edición de 1986 organizada en México, la música asociada al torneo empezó a tener una orientación más global y no netamente local, como había ocurrido hasta ese entonces. Para el torneo se seleccionó «A Special Kind of Hero» como tema oficial, interpretada por la Británica Stephanie Lawrence. La balada, sin embargo, pasó desapercibida y en su reemplazo dos temas tuvieron mayor relevancia. El chileno Juan Carlos Abara, quien trabajaba en programas infantiles mexicanos, compuso e interpretó la canción «El mundo unido por un balón», de carácter alegre con melodías locales. En tanto, la popular canción de soca caribeño «Hot Hot Hot», lanzada algunos años antes por el monserratense Arrow, fue utilizada como tema principal a nivel internacional, siendo la primera vez que se utiliza una canción de pop contemporánea para promocionar la Copa Mundial.
Cuando el torneo se realizó cuatro años después en Italia, la organización encargó la creación del tema oficial del evento al músico Giorgio Moroder y al liricista Tom Whitlock, quienes habían compuesto conjuntamente «Take my breath away», tema ganador del Óscar a la mejor canción original en 1987. La canción en inglés, llamada «To be number one», fue interpretada originalmente por Paul Engemann. Sin embargo, Moroder no quedó conforme con el resultado y solicitó a Gianna Nannini y Edoardo Bennato realizar una nueva versión en italiano. El resultado, «Un'estate italiana», se convirtió en el primer gran éxito internacional de un himno de un Mundial, liderando los rankings de popularidad en varios países europeos y latinoamericanos.
El Mundial de 1994 no logró el mismo nivel de resultados que su antecesor en términos musicales. El himno oficial, «Gloryland» de Daryl Hall junto al grupo góspel Sounds of Blackness, estaba inspirado en los coros espirituales negros con mezclas de rock, soul y R&B, pero no logró tener mayor trascendencia. Este himno, sin embargo, permitió la publicación del primer álbum compilatorio de temas relacionados con el torneo. Gloryland World Cup USA 94, además de contar con el himno homónimo y su versión instrumental, contaba con otros 12 temas populares entre los que destacó «We Are the Champions», el exitoso tema del grupo británico Queen de 1977 y que se convirtió en uno de los más utilizados en la banda sonora del campeonato.
El despegue de las canciones de la Copa Mundial de Fútbol se dio en el torneo siguiente. Para Francia 1998, el puertorriqueño Ricky Martin interpretó «La copa de la vida» («The Cup of Life» en su versión en inglés). La FIFA y la compañía discográfica Sony Music comenzaron a colaborar en el programa musical oficial, considerando que «la sinergia que existe entre el fútbol y la música es impresionante, ya que los dos suscitan emociones intensas en los hinchas de todo el mundo», según la División Comercial de la FIFA. Durante los años 2010, la canción oficial presentó centralmente cantantes y ritmos latinoamericanos.

## Listado oficial
| Edición                  | Título                                                                     | Intérprete(s)                                                        | Descripción                   |
| ------------------------ | -------------------------------------------------------------------------- | -------------------------------------------------------------------- | ----------------------------- |
| Chile 1962               | «El rock del Mundial»                                                      | Los Ramblers                                                         | Canción oficial               |
| Inglaterra 1966          | «World Cup Willie (Where In This World We Are Going)»                      | Lonnie Donegan                                                       | Canción oficial               |
| México 1970              | «Fútbol México 70»                                                         | Los Hermanos Zavala                                                  | Canción oficial               |
| Alemania Occidental 1974 | «Futbol»                                                                   | Maryla Rodowicz                                                      | Canción oficial               |
| Alemania Occidental 1974 | «World Cup Fanfare»                                                        | Werner Drexler y su orquesta                                         | Fanfarria oficial             |
| Argentina 1978           | «El Mundial»                                                               | Ennio Morricone y su orquesta                                        | Melodía oficial               |
| Argentina 1978           | «Marcha Oficial del Mundial '78»                                           | Banda Sinfónica de la Ciudad de Buenos Aires y coro del Teatro Colón | Marcha oficial                |
| Argentina 1978           | Fiesta Argentina                                                           | Varios artistas                                                      | Álbum oficial                 |
| España 1982              | «El Mundial»                                                               | Plácido Domingo                                                      | Tema oficial                  |
| México 1986              | «El mundo unido por un balón»                                              | Juan Carlos Abara                                                    | Canción oficial               |
| México 1986              | «A Special Kind of Hero»                                                   | Stephanie Lawrence                                                   |                               |
| México 1986              | «Hot Hot Hot»                                                              | Arrow                                                                |                               |
| Italia 1990              | «Un'estate italiana»                                                       | Gianna Nannini y Edoardo Bennato                                     | Canción oficial               |
| Estados Unidos 1994      | «Gloryland»                                                                | Daryl Hall y Sounds of Blackness                                     | Canción oficial               |
| Estados Unidos 1994      | «We Are the Champions»                                                     | Queen                                                                |                               |
| Estados Unidos 1994      | Gloryland World Cup USA 94                                                 | Varios artistas                                                      | Álbum oficial                 |
| Francia 1998             | «La copa de la vida»                                                       | Ricky Martin                                                         | Canción oficial               |
| Francia 1998             | «La Cour des Grands (Do You Mind If I Play)»                               | Youssou N'Dour y Axelle Red                                          | Himno oficial                 |
| Francia 1998             | Allez Ola! Ole! The Music of the World Cup                                 | Varios artistas                                                      | Álbum oficial                 |
| Corea del Sur-Japón 2002 | «Boom!»                                                                    | Anastacia                                                            | Canción oficial               |
| Corea del Sur-Japón 2002 | «Anthem 2002 FIFA World Cup»                                               | Vangelis                                                             | Himno oficial                 |
| Corea del Sur-Japón 2002 | The Official Album of The 2002 FIFA World Cup                              | Varios artistas                                                      | Álbum oficial                 |
| Alemania 2006            | «The Time of Our Lives»                                                    | Il Divo con Toni Braxton                                             | Canción oficial               |
| Alemania 2006            | «Celebrate the day (Zeit, dass sich was dreht)»                            | Herbert Grönemeyer junto a Amadou & Mariam                           | Himno oficial                 |
| Alemania 2006            | Voices from the FIFA World Cup                                             | Varios artistas                                                      | Álbum oficial                 |
| Alemania 2006            | «Love Generation»                                                          | Bob Sinclar                                                          | Canción oficial de la Mascota |
| Sudáfrica 2010           | «Waka Waka (This time for Africa)»                                         | Shakira junto a Freshlyground                                        | Canción oficial               |
| Sudáfrica 2010           | «Sign of a Victory»                                                        | R. Kelly junto a los Spiritual Singers de Soweto                     | Himno oficial                 |
| Sudáfrica 2010           | «Wavin' Flag»                                                              | K'naan y David Bisbal                                                | Canción oficial Coca-Cola     |
| Sudáfrica 2010           | Listen Up! – El álbum oficial de la Copa Mundial de la FIFA 2010           | Varios artistas                                                      | Álbum oficial                 |
| Sudáfrica 2010           | «Game On»                                                                  | Pitbull con TKZee y Dario G                                          | Canción oficial de la Mascota |
| Brasil 2014              | «We Are One (Ole Ola)»                                                     | Pitbull con Jennifer Lopez y Claudia Leitte                          | Canción oficial               |
| Brasil 2014              | «Dar um jeito (We Will Find a Way)»                                        | Santana y Wyclef Jean junto a Avicii y Alexandre Pires               | Himno oficial                 |
| Brasil 2014              | The World Is Ours                                                          | David Correy, Varios artistas                                        | Canción de Coca-Cola          |
| Brasil 2014              | One Love, One Rhythm – El álbum oficial de la Copa Mundial de la FIFA 2014 | Varios artistas                                                      | Álbum oficial                 |
| Brasil 2014              | «Tatu Bom de Bola»                                                         | Arlindo Cruz                                                         | Canción oficial de la Mascota |
| Rusia 2018               | «Live It Up»                                                               | Nicky Jam junto a Will Smith, Era Istrefi y Diplo                    | Canción oficial               |
| Rusia 2018               | «Colors»                                                                   | Jason Derulo                                                         | Canción de Coca-Cola          |
| Rusia 2018               | «Komanda 2018 (El Equipo 2018)»                                            | Polina Gagarina, Egor Creed y DJ Smash                               |                               |
| Rusia 2018               | «United By Love»                                                           | Natalia Oreiro                                                       |                               |
| Catar 2022               | «Hayya Hayya (Better Together)»                                            | Trinidad Cardona, Davido y AISHA                                     | Canción oficial               |
| Catar 2022               | «Arhbo»                                                                    | Ozuna y Gims                                                         | Sencillo del álbum oficial    |
| Catar 2022               | «Light The Sky»                                                            | Nora Fatehi, Manal, Rahma Riad, Balqees y RedOne                     | Sencillo del álbum oficial    |
| Catar 2022               | «Tukoh Taka»                                                               | Nicki Minaj, Maluma y Myriam Fares                                   | Himno del FIFA Fan Festival   |
| Catar 2022               | «Dreamers»                                                                 | Jung Kook (de BTS) y Fahad Al Kubaisi                                | Sencillo del álbum oficial    |